# 까올록현
까올록현(베트남어: Huyện Cao Lộc / 縣高祿)은 베트남 동북부 지방 랑선성 농촌 지역에 위치한 행정구역이다. 2003년을 기준으로 면적은 644km2이며, 이 지역의 인구는 75,980이다. 현성은 동당에 있다.

## 행정구역
까올록현은 2개의 시진(市鎭)과 20개의 사(社)를 관할하고 있다.

### 시진
- 까올록현 시진(Cao Lộc / 高祿)
- 동당 시진(Đồng Đăng / 同登) - 중국과 접경하는 지역이다.

### 사
- 떤타인 (Tân Thành / 新城)
- 쑤언롱 (Xuân Long / 春隆)
- 옌짝 (Yên Trạch / 安澤)
- 떤리엔 (Tân Liên / 新連)
- 자깟 (Gia Cát / 嘉吉)
- 꽁선 (Cống Sơn / 功山)
- 마우선 (Mẫu Sơn / 牡山)
- 쑤앗레 (Xuất Lễ / 出禮)
- 까오러우 (Cao Lâu / 高樓)
- 하이옌 (Hải Yến / 海宴)
- 록옌 (Lộc Yên / 祿安)
- 타인로아 (Thanh Lòa / 淸螺)
- 호아꺼 (Hòa Cư / 和居)
- 홉타인 (Hợp Thành / 合城)
- 탁단 (Thạch Đạn / 石磾)
- 바오럼 (Bảo Lâm / 保林)
- 투이헝 (Thụy Hùng / 瑞雄)
- 푸싸 (Phú Xá / 富舍)
- 빈쭝 (Bình Trung / 平中)
- 홍퐁 (Hồng Phong / 鴻豐)

## 교통

### 도로
국도 제1A호선과 고속도로 4A가 통과한다. 이곳은 하노이-랑선 고속도로의 종점이다. 후우응하이 국경검문소를 통해 핑샹시와 광시 좡족 자치구를 연결한다.

### 철도
- 동당역